# 19783 Antoniromanya
19783 Antoniromanya este un asteroid din centura principală de asteroizi.

## Descriere
19783 Antoniromanya este un asteroid din centura principală de asteroizi. A fost descoperit pe 27 august 2000 la Ametlla de Mar de Jaume Nomen Torres. Asteroidul prezintă o orbită caracterizată de o semiaxă mare de 3,06 ua, o excentricitate de 0,15 și o înclinație de 2,4° în raport cu ecliptica.